# (300083) 2006 UO218
(300083) 2006 UO218 es un asteroide perteneciente al cinturón de asteroides, descubierto el 16 de octubre de 2006 por el equipo del Spacewatch desde el Observatorio Nacional de Kitt Peak, Arizona, Estados Unidos.

## Designación y nombre
Designado provisionalmente como 2006 UO218.

## Características orbitales
2006 UO218 está situado a una distancia media del Sol de 3,167 ua, pudiendo alejarse hasta 3,490 ua y acercarse hasta 2,844 ua. Su excentricidad es 0,101 y la inclinación orbital 15,43 grados. Emplea 2058,70 días en completar una órbita alrededor del Sol.

## Características físicas
La magnitud absoluta de 2006 UO218 es 15,4.